# MachineGames
MachineGames ist ein schwedisches Computerspiel-Entwicklungsunternehmen mit Sitz in Uppsala. Es wurde von ehemaligen Mitarbeitern von Starbreeze Studios gegründet.
ZeniMax Media, die Muttergesellschaft des US-amerikanischen Computerspielpublishers Bethesda Softworks, erwarb MachineGames im November 2010.
| Spiel                             | Jahr | Genre            | Spiel-Engine | Plattform                                                 |
| --------------------------------- | ---- | ---------------- | ------------ | --------------------------------------------------------- |
| Wolfenstein: The New Order        | 2014 | Ego-Shooter      | id Tech 5    | Windows, PlayStation 3, Xbox 360, PlayStation 4, Xbox One |
| Wolfenstein: The Old Blood        | 2015 | Ego-Shooter      | id Tech 5    | Windows, PlayStation 4, Xbox One                          |
| Wolfenstein II: The New Colossus  | 2017 | Ego-Shooter      | id Tech 6    | Windows, PlayStation 4, Xbox One, Nintendo Switch         |
| Wolfenstein: Youngblood           | 2019 | Ego-Shooter      | id Tech 6    | Windows, PlayStation 4, Xbox One, Nintendo Switch         |
| Wolfenstein: Cyberpilot           | 2019 | Ego-Shooter      | id Tech 6    | Windows, PlayStation VR                                   |
| Indiana Jones und der Große Kreis | 2024 | Action-Adventure | id Tech 7    | Windows, Xbox Series X\|S ab Frühjahr 2025: Playstation 5 |